# Компанеевский район
Компане́евский райо́н (укр. Компаніївський район) — упразднённая административная единица Кировоградской области Украины. Административный центр — посёлок городского типа Компанеевка.

## История
Образован в 1923 году на территории бывших Команеевской, Нечаевской и Лозоватской волостей Елисаветградского уезда, и вошёл в состав Елисаветградского округа Одесской губернии. В 1931 году район был расформирован, а его территория была переподчинена Зиновьевскому горсовету. В 1933 году район был восстановлен и вошёл в состав Одесской области. В 1934 году в состав района был передан Губовский сельсовет. Постановлением ЦИК СССР от 22 сентября 1937 года Компанеевский район из состава Одесской области был выделен в состав Николаевской области Украинской ССР. Указом Президиума Верховного Совета СССР от 10 января 1939 года Компанеевский район включён в состав образованной этим же указом Кировоградской области в составе Украинской ССР.
В ходе Великой Отечественной войны с 1941 до 1944 года территория района была оккупирована немецкими войсками.
В 1953 году на территории района действовали три МТС.
В 1962 году, в ходе укрупнения районов в Украинской ССР, территория Компанеевского района была разделена между Бобринецким и Кировоградским районами, однако уже в 1965 году Компанеевский район вновь был образован.
В 1966—1967 гг. в райцентре Компанеевка была создана лесомелиоративная станция, на основе которой в дальнейшем был создан лесхоз.
В марте 1995 года Верховная Рада Украины внесла Компанеевский лесхоз в перечень предприятий, приватизация которых запрещена в связи с их общегосударственным значением.
17 июля 2020 года в результате административно-территориальной реформы район вошёл в состав Кропивницкого района. На его территории была сформирована Компанеевская поселковая община

## Состав района
На момент упразднения в состав района входили следующие населённые пункты:
- Компанеевский поселковый совет:
  - Компанеевка
  - Громадское
  - Живановка
  - Лужок
- Виноградовский сельский совет:
  - Виноградовка
  - Ромашки
  - Травневое
- Водянский сельский совет:
  - Водяное
- Гармановский сельский совет:
  - Гармановка
  - Обертасово
  - Семёновка
  - Трудолюбовка
- Голубиевицкий сельский совет:
  - Антоновка
  - Голубиевичи
- Губовский сельский совет:
  - Губовка
- Коротякский сельский совет:
  - Бузовая
  - Коротяк
  - Морквина
- Лозоватский сельский совет:
  - Волошки
  - Дружба
  - Лозоватка
- Марьевский сельский совет:
  - Зелёное
  - Марьевка
  - Терновая Балка
- Нечаевский сельский совет:
  - Золотницкое
  - Криничеватое
  - Нечаевка
- Першотравенский сельский совет:
  - Вишнёвка
  - Владимировка
  - Гордиевка
  - Першотравенка
- Петровский сельский совет:
  - Инженеровка
  - Наглядовка
  - Павловка
  - Петровка
- Полтавский сельский совет:
  - Вербовое
  - Долиновка
  - Полтавка
- Сасовский сельский совет:
  - Сасовка
- Софиевский сельский совет:
  - Покровка
  - Софиевка
- Червоновершковский сельский совет:
  - Братерское
  - Раздолье
  - Червоновершка
- Червонослободской сельский совет:
  - Березнеговатое
  - Богодаровка
  - Грозное
  - Конево
  - Кременчеватое
  - Малоконево
  - Червоная Слобода